# 森特勒爾赫廷傑 (北達科他州)
森特勒爾赫廷傑（英語：Central Hettinger）是位於美國北達科他州赫廷傑縣的一個未組織地區。

## 地方資料
森特勒爾赫廷傑的面積為185.48平方千米，當中陸地面積為185.24平方千米，而水域面積為0.24平方千米。根據2010年美國人口普查的數據，當地共有人口40人，而人口密度為每平方千米0.22人。